# Hatvanasok
A „hatvanasok”" (ukránul шістдесятники, oroszul шестидесятники) megnevezés az orosz és ukrán értelmiségnek azt a nemzedékét jelöli, akik az 1950-es évek végén jelentkeztek  a Szovjetunióan, a hruscsovi "olvadás", vagyis a desztalinizáció és részleges liberalizáció időszakában, és nagy hatást gyakoroltak a korszak politikai és kulturális életére. Az elnevezés alapja az, hogy ez a nemzedék az 1960-as években érte el alkotói csúcspontját.
Legtöbbjük 1925 és 1945 között született, és világnézetükre hatott a sztálini elnyomás és tisztogatások, valamint a második világháború. Nézeteiket liberalizmus és antitotalitarianizmus, illetve a romantika jellemezte. Bár többségük hitt a kommunista eszmékben, az „emberarcú szocializmusban,” csalódtak Sztálin rendszerében. A szovjet rendszerrel szembeni belső erkölcsi ellenzéket képviselték, illetve a művészi alkotás szabadságát. Ukrajnában ezen túlmenően kiálltak az ukrán nyelv és kultúra újjáélesztése mellett, és fontosnak tartották annak védelmét az oroszosítással szemben. A „hatvanasok” között politikai foglyok és disszidensek is voltak.

## Az elnevezés eredete
Eredetileg „hatvanas” (шестидесятник) névvel jelölték az Orosz Birodalomban az 1860-as években működő, nem nemesi származású művészeket (például N.G. Pomjalovszkij, V. A. Szlepcov, N. V. Uszpenszkij, M. L. Mihajlov), akik az önkényuralom ellen léptek fel. Az 1960-as években jelentkezett nemzedékre első ízben Sztanyiszlav Raszagyin kritikus alkalmazta ezt a kifejezést a Junyoszty folyóirat 1960. decemberi számában megjelent cikkében.
Egyes szerzők a „hatvanasok” megnevezést csak az ukránok megfelelő nemzedékére vonatkoztatják, míg a velük párhuzamosan működő orosz generációt új hullámnak nevezik. más forrásokban azonban orosz szerzőket szintén a hatvanasokhoz tartozóként emlegetnek.

## A nemzedék neves képviselői
| Ukránok | Oroszok |
| --- | --- |
| - Ivan Csendej - Borisz Csicsibabin - Volodimir Drozd - Ivan Dracs - Vaszil Holoborogyko - Jevhen Hucalo - Ihor Kalinec - Irina Kalinec - Lina Kosztenko - Borisz Olijnik - Valerij Sevcsuk - Vaszil Szimonenko - Vaszil Sztusz - Jevhen Szversztyuk - Ivan Szvitlicsnij - Kirilo Tolpiho - Mihajlo Tomcsanyij - Hrihir Tyutyunnik - Mikola Vinhranovszkij | - Bella Ahmadulina - Vaszilij Akszjonov - Jevgenyij Jevtusenko - Valentyin Raszputyin - Robert Rozsgyesztvenszkij - Mihail Satrov - Gennagyij Spalikov - Vlagyimir Vojnovics - Andrej Voznyeszenszkij |

## Az Ukrán SZSZK-ban
A "hatvanasok" nemzedéke szembe helyezkedett a hivatalos dogmákkal, és a művészi kifejezés szabadságát, a kulturális pluralizmust hirdette. A társadalmi  osztályokhoz kapcsolódó értékeknél fontosabbnak tartották az egyetemes emberi értékeket. Nagy hatással volt rájuk a „kivégzett újjászületés” illetve a 19. és 20. századi ukrán kultúra. Műveikkel és közéleti tevékenységükkel próbálták feléleszteni a nemzeti öntudatot. Amellett, hogy az ukrán nyelv és kultúra megőrzéséért küzdöttek, hozzájárultak a köztársaság társadalmi-politikai életének demokratizálásához.
Kijevben 1959–ben Lesz Tanyuk szervezésében és vezetésével jött létre a Szputnyik klub, amely számos „hatvanast” vonzott maga köré. 1962-ben Lvivben hasonló szellemű klub nyílt Hóvirág néven, M. Kosziv vezetésével. Mindkét klub a másképp gondolkodó nemzeti értelmiség központjává vált, ahol irodalmi találkozásokat, emlékesteket, színházi előadásokat rendeztek.
1962. december 17-én az állami vezetés egy külön erre a célra összehívott gyűlésen élesen kritizálta a „hatvanasokat.” A korlátokat feszegető kulturális tevékenységük nyugtalanságot keltett a szovjet hatóságok körében. A „hatvanasok” nem maradtak a hivatalos ideológia keretein belül, ezért 1962 végétől kezdve komoly nyomást gyakoroltak a nem rendszerkonform értelmiségre. A folyóiratok nem közölték formalizmussal és burzsoá nacionalizmussal vádolt „hatvanasok” műveit Ennek következményeképpen gondolataik szamizdatokban terjedtek. Hruscsov lemondása után a „hatvanasokra”  gyakorolt nyomás erősödött.  A Szovjetunió Kommunista Pártja központi bizottságának A cenzúráról szóló határozata (1965) és különösen a prágai tavasz (1968) után a kulturális enyhülés időszaka véget ért, és az országot uraló párt a liberális, demokratikus értelmiségben látta a hatalmi monopóliumát fenyegető legfőbb veszélyt.
1965 és 1972 között a mozgalmat letartóztatásokkal fojtották el. Ennek hatására egyesek (Ivan Dracs, Volodimir Drozd, Jevhen Hucalo stb.) különösebb ellenállás nélkül elfogadták a hivatalos álláspontot , mások (Lina Kosztenko, Vaszil Holoborogyko) felhagytak a publikációval. A sok éves börtönbüntetésre ítélteket szabadulásuk után eltiltották az irodalmi szerepléstől (Ivan Szvitlicsnij, Jevhen Szversztyuk, Irina Kalinec, Ihor Kalinec), de volt olyan is, aki a börtönben vagy lágerben halt meg (például Vaszil Sztusz).

## Fordítás
- Ez a szócikk részben vagy egészben  a   Die Sechziger című német Wikipédia-szócikk ezen változatának fordításán alapul.  Az eredeti cikk szerkesztőit annak laptörténete sorolja fel. Ez a jelzés csupán a megfogalmazás eredetét és a szerzői jogokat jelzi, nem szolgál a cikkben szereplő információk forrásmegjelöléseként.
- Ez a szócikk részben vagy egészben  a   Sixtiers című angol Wikipédia-szócikk ezen változatának fordításán alapul.  Az eredeti cikk szerkesztőit annak laptörténete sorolja fel. Ez a jelzés csupán a megfogalmazás eredetét és a szerzői jogokat jelzi, nem szolgál a cikkben szereplő információk forrásmegjelöléseként.